# 佘繼泉

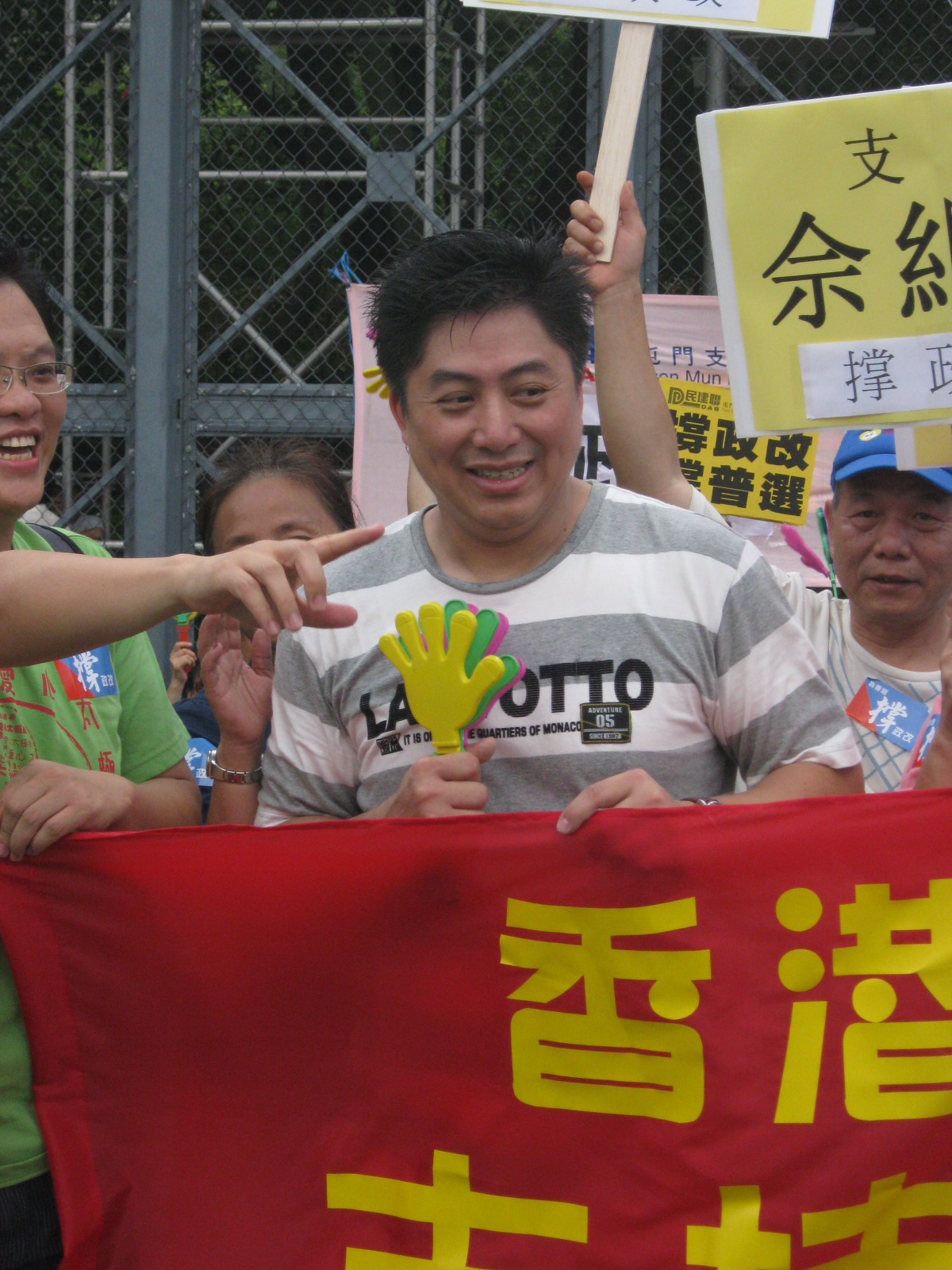
佘繼泉出席撐政改集會

佘繼泉（Wilson Shea Kai Chuen，1962年—），祖籍廣東汕頭，香港政治組織西九新動力發起人及新論壇的成員，香港商人。他也是廣東省清遠市政協委員。
佘繼泉曾以獨立身份參選2007年深水埗區議會選舉富昌選區，被民協黎慧蘭以8%之差擊敗。他其後再以獨立身份參選2010年立法會九龍西補選。

## 早年
佘繼泉在1980年畢業於路德會協同中學（1974年入學），自2001年該校校友會重組後，便一直擔任執委一職，直至2012年10月才離開執委會，期間更一度擔任該會正、副主席一職。
佘繼泉在畢業後一年，於1983年在其兄長佘繼標於深圳的工廠打工，1985年起自立門戶，於東莞興建工廠，從事製造塑膠產品。
至2005年，佘繼泉開始涉足動漫產業，成立了「火車頭」動漫產品公司。

## 政見
在2010年立法會九龍西補選的一次選舉論壇中，佘繼泉聲稱自己完全支持盡快落實雙普選及取消功能組別。可是，他所屬的西九新動力，卻是被一般市民公認的親北京派政治組織，主席梁美芬更曾提出普選功能組別的說法。
他又多次以中小企代表身份自居，認為大商家及財團並不能代表小商戶的意見，可是對於民主政制發展，他卻認為應慢慢推進，首要解決民生問題。

## 公共事務
佘繼泉為現任香港中小型企業聯合會副主席，經常代表香港的中小企發言。也曾以香港電腦業協會永遠名譽會長名義，代表深水埗電腦商場商戶發言，抗議香港電腦商會舉辦香港電腦節搶奪生意，迫使商戶結業，也曾舉辦「深水埗腦場電腦節」，以抗衡香港電腦節。

## 外部連結
- 佘繼泉的Facebook專頁
- 個人網站